# 1972 في الجزائر
فيما يلي قوائم الأحداث التي وقعت خلال عام 1972 في الجزائر.

## رياضة
- 1 يناير – الجزائر في الألعاب الأولمبية الصيفية 1972

## أفلام
من الأفلام التي صدرت هذه السنة في الجزائر:
- 1 يناير – العصفور من إخراج يوسف شاهين.

## مواليد

### يناير
- 1 يناير – محمد شوقي الزين
- 21 يناير – بلال دزيري لاعب كرة قدم جزائري.

### مارس
- 31 مارس – عز الدين رحيم لاعب كرة قدم جزائري.

### أبريل
- 8 أبريل – فوزي مسوني

### يونيو
- 1 يونيو – مختار بلمختار

### يوليو
- 18 يوليو – لخضر عجالي لاعب كرة قدم جزائري.

### أغسطس
- 23 أغسطس – سعاد ماسي مغنية جزائرية.

### سبتمبر
- 16 سبتمبر – كاتب أمازيغ موسيقي جزائري.
- 26 سبتمبر – محمد بنوزة حكم كرة قدم جزائري.

### أكتوبر
- 7 أكتوبر – نذير دندون كاتب وصحفي جزائري فرنسي.

### نوفمبر
- 24 نوفمبر – سميرة بليل ناشطة فرنسية جزائرية الأصل ضد العنف الجنسي.

### ديسمبر
- 27 ديسمبر – حسين سلطاني ملاكم جزائري.

## وفيات

### ديسمبر
- 2 ديسمبر – محند أولحاج (مواليد 1911) عسكري جزائري.